# Municipio de Acme (Dakota del Norte)
El municipio de Acme (en inglés: Acme Township) es un municipio ubicado en el condado de Hettinger en el estado estadounidense de Dakota del Norte. En el año 2010 tenía una población de 25 habitantes y una densidad poblacional de 0,27 personas por km².

## Geografía
El municipio de Acme se encuentra ubicado en las coordenadas 46°30′24″N 102°21′13″O / 46.50667, -102.35361. Según la Oficina del Censo de los Estados Unidos, el municipio tiene una superficie total de 93.29 km², de la cual 93,26 km² corresponden a tierra firme y (0,03 %) 0,03 km² es agua.

## Demografía
Según el censo de 2010, había 25 personas residiendo en el municipio de Acme. La densidad de población era de 0,27 hab./km². De los 25 habitantes, el municipio de Acme estaba compuesto por el 100 % blancos. Del total de la población el 0 % eran hispanos o latinos de cualquier raza.